# Philipp Julius (Pommern)

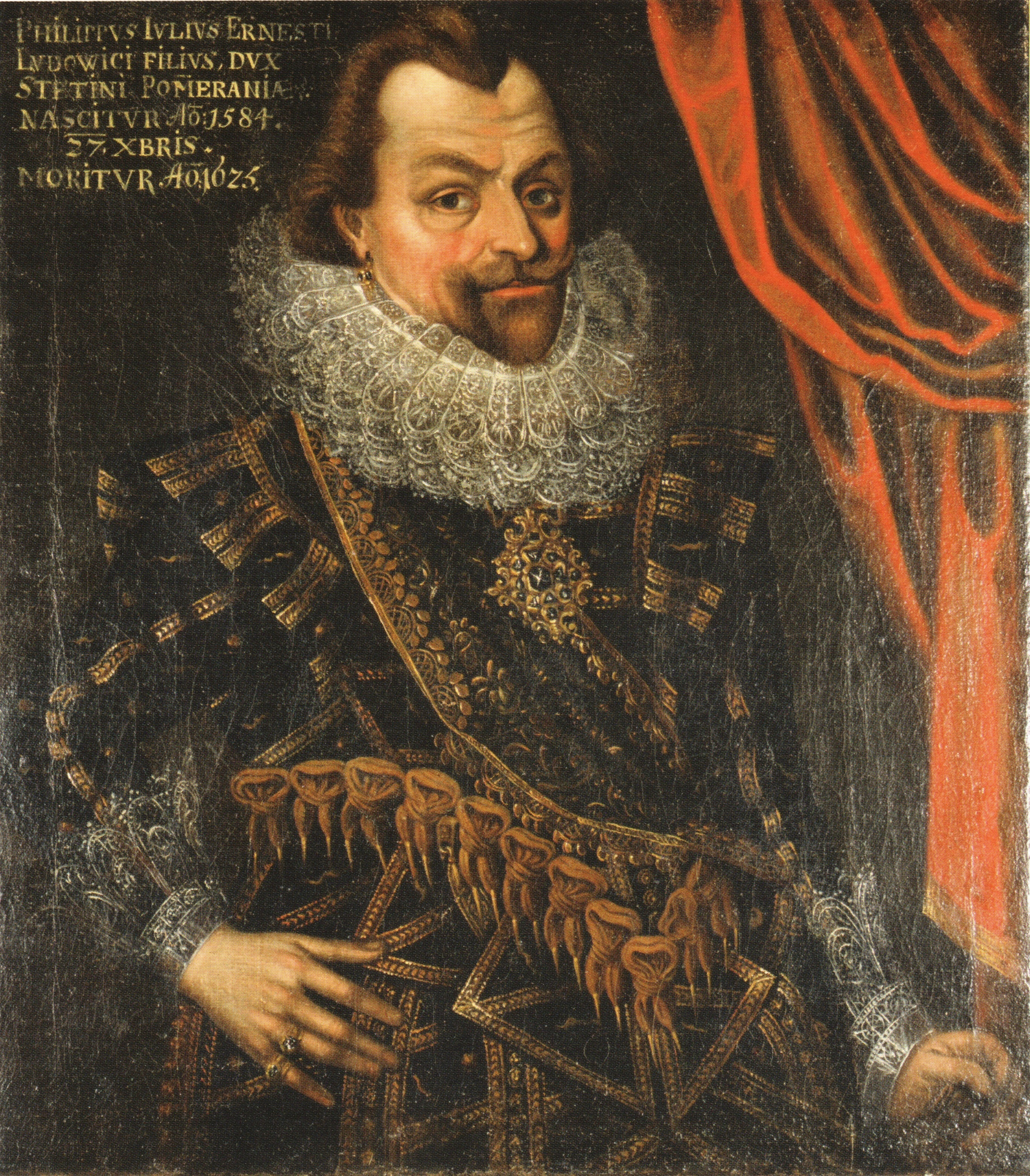
Philipp Julius von Pommern

Philipp Julius von Pommern (* 27. Dezember 1584 in Wolgast; † 6. Februar 1625 in Wolgast) war der letzte Herzog von Pommern-Wolgast.

## Leben

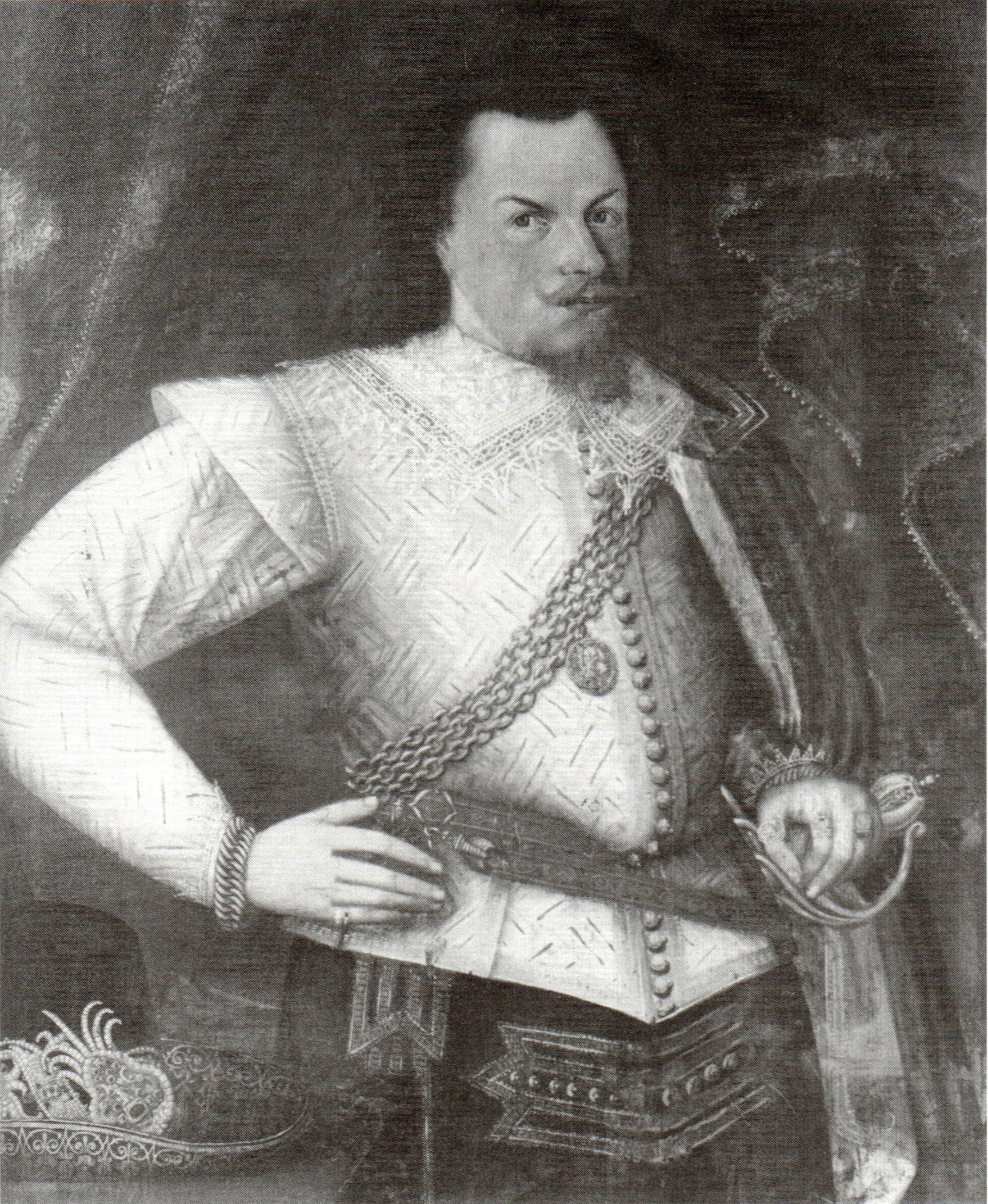
Philipp Julius, 1620

Philipp Julius war der Sohn von Herzog Ernst Ludwig von Pommern-Wolgast und dessen Gemahlin Sophia Hedwig von Braunschweig-Wolfenbüttel, Tochter des Herzogs Julius zu Braunschweig-Lüneburg. Nach dem Tod seines Vaters 1592 lebte er mit seiner Mutter zunächst in Loitz, von 1597 bis 1602 dann wieder in Wolgast. Seine Erziehung erfolgte durch den Hofmeister und späteren Greifswalder Professor Friedrich Gerschow.
In den Jahren 1602 und 1603 unternahm der junge Herzog Philipp Julius eine Bildungsreise (Kavalierstour) durch Deutschland, Frankreich, England, Italien und die Schweiz, zu der ein Studienaufenthalt an der Universität Leipzig gehörte, wo er im April 1602 durch die Ernennung zum Rektor geehrt wurde.
1603 übernahm Philipp Julius die Regierung des Herzogtums Pommern-Wolgast, die bisher sein Onkel und Vormund Herzog Bogislaw XIII. für ihn ausgeübt hatte. Am 25. Juni 1604 heiratete er in Cölln an der Spree Agnes von Brandenburg, die Tochter des Kurfürsten Johann Georg von Brandenburg.
1604 griff er wegen bürgerlicher Unruhen in die inneren Verhältnisse von Greifswald ein, beschränkte die Stellung des Stadtrates und vergrößerte die herzoglichen Einflussmöglichkeiten. Dabei erwirkte er auch beträchtliche Geldbeträge von der Stadt. Allerdings hatte er seinem Onkel, nachdem er von ihm die Ämter Franzburg und Barth übernommen hatte, 110.000 Gulden für die Übernahme der durch Bogislaw XIII. errichteten Schlösser und Manufakturen sowie der Druckerei in Barth zu zahlen.
Zwischen 1612 und 1616 nahm er Einfluss auf die Selbständigkeit Stralsunds, konnte jedoch etliche seiner in Verträgen mit der Stadt erzielten Vereinbarungen gegen den Widerstand der Landstände nicht durchsetzen.
Die aufwändige Hofhaltung und die zahlreichen Reisen des kulturell interessierten Philipp Julius belasteten die Finanzen des Herzogtums stark. So bestand sein Hofstaat um 1613 aus 254 Personen, darunter waren auch zahlreiche Musiker. Allerdings ist dabei auch zu berücksichtigen, dass die letzten Jahre seiner Regierung in die sogenannte Kipper- und Wipperzeit fielen, die mit einer enormen Inflation verbunden war.
1613 verlieh Herzog Philipp Julius Bergen auf Rügen, wo er seit 1611 ein Jagdschloss besaß, das Stadtrecht. Am Wolgaster Schloss ließ er 1613 einen Säulengang durch den Baumeister Wilhelm Bardt aus Danzig errichten. Auf dem Struck wurde 1615 ein Lustschloss gebaut. Das noch von seinem Vater begonnene neue Universitätsgebäude in Greifswald (Vorgängerbau des heutigen, 1750 fertiggestellten Universitätshauptgebäudes) ließ Philipp Julius vollenden.
Am 6. Februar 1625 starb der erst 40-jährige Herzog nach längerer Krankheit in Wolgast. Sein ungesunder Lebenswandel, insbesondere eine regelrechte Trunksucht, haben mit zu seinem frühen Tod beigetragen. Da seine Ehe, wie die alle anderen der pommerschen Herzöge mit brandenburgischen Prinzessinnen seit Bogislaw X., kinderlos geblieben war, übernahm sein Vetter Herzog Bogislaw XIV. als letzter männlicher Vertreter der Greifen auch die Herrschaft über Pommern-Wolgast.

## Kulturelles Erbe

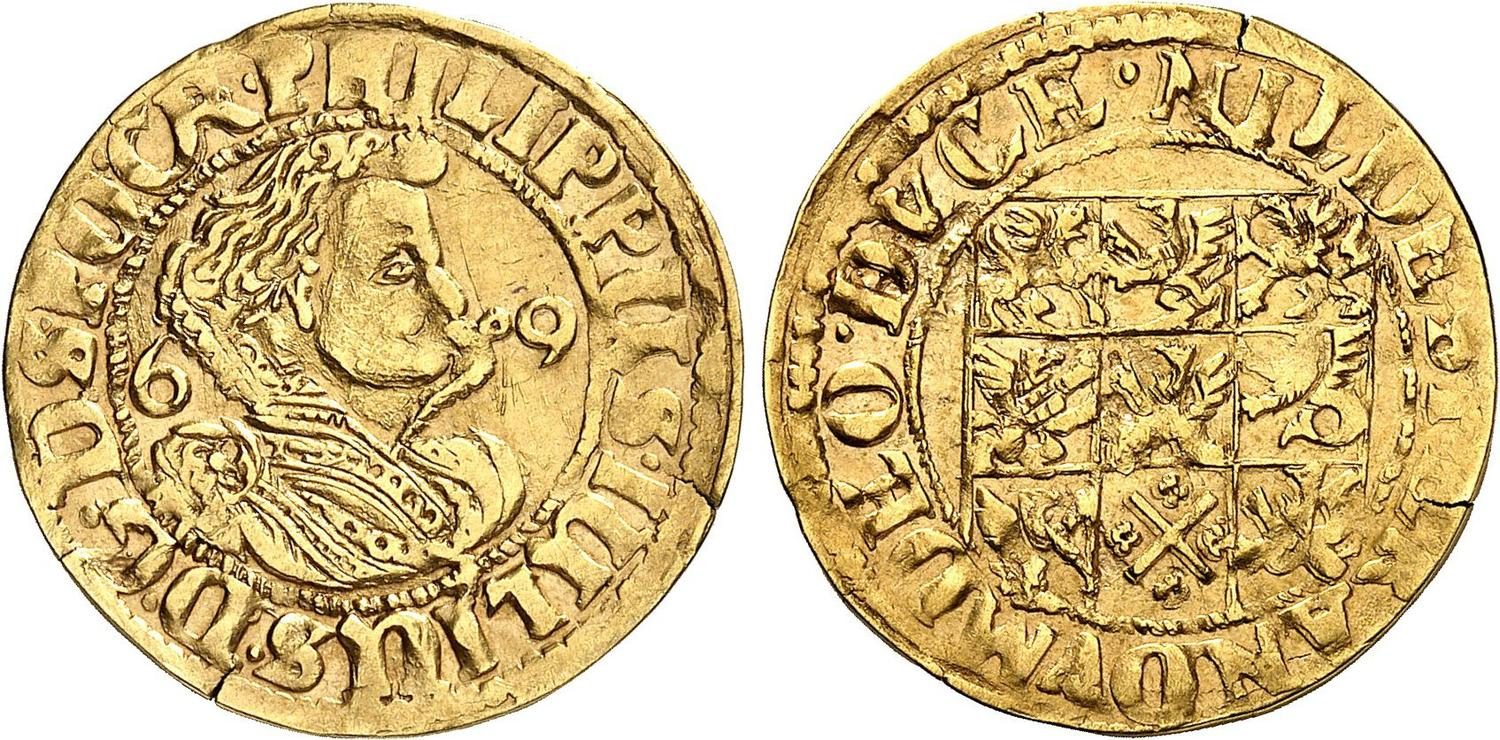
Goldgulden von Herzog Philipp Julius (1609)

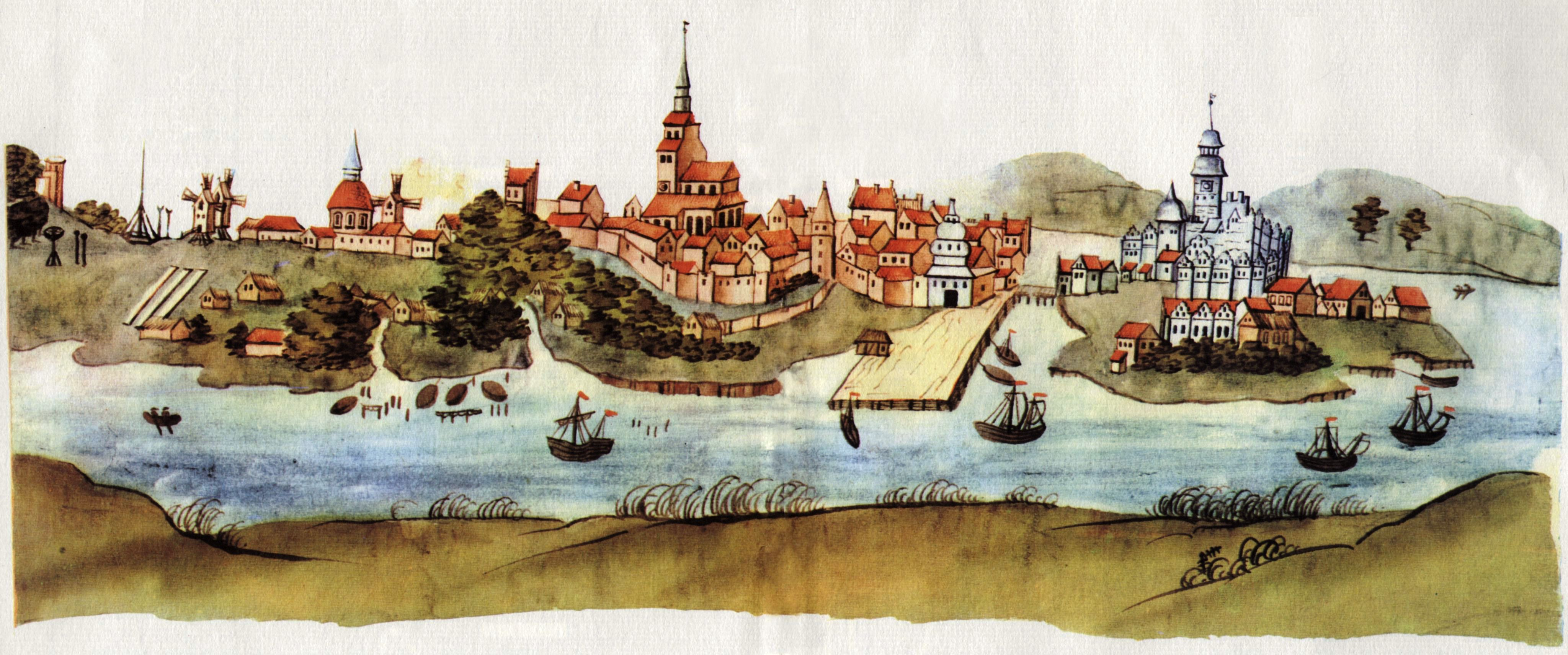
Residenzstadt Wolgast in der Stralsunder Bilderhandschrift (1611/1615)

Herzog Philipp Julius stiftete 1619 der Universität Greifswald einen, von dem Stralsunder Perlensticker Henrik Möller gefertigten, mit Gold- und Silberstickereien verzierten spanischen Radmantel aus Seidensamt, der bis in die jüngste Vergangenheit von den Rektoren der Universität Greifswald bei feierlichen Anlässen als Rektorornat getragen wurde.
Eine Sammlung von farbigen Darstellungen vorpommerscher Städte, die heute als Stralsunder Bilderhandschrift bezeichnet wird, geht auf einen Auftrag durch oder für Herzog Philipp Julius zurück. Er beteiligte sich auch an der von seinem Vetter, dem Stettiner Herzog Philipp II., initiierten Anfertigung einer Landkarte des Herzogtums Pommern durch den Rostocker Gelehrten Eilhard Lubin, der sogenannten Lubinschen Karte von 1618, einer der frühesten genauen Landkarten eines Reichsterritoriums.
Seine maritimen und merkantilen Ambitionen kamen im Bau eines eigenen Schiffes mit Namen „Fortune“ zum Ausdruck. Viel Glück brachte ihm dieses, kurz vor seinem Tod fertiggestellte Fahrzeug, jedoch nicht mehr.
Über seine von 1602 bis 1603 unternommene Kavalierstour ließ Philipp Julius ein Reisetagebuch schreiben. Dieses wurde 1605 durch seinen Erzieher und Reisebegleiter Friedrich Gerschow fertiggestellt. Die 225 Blatt starke Handschrift ist im Original bis heute erhalten; ferner existieren zwei spätere Abschriften. Der Text wurde bislang nur in Auszügen veröffentlicht, ist aber inzwischen als digitale Edition einsehbar.
In der St.-Petri-Kirche in Wolgast befindet sich der 1625 entstandene Prunksarkophag des Herzogs Philipp Julius, der kürzlich restauriert wurde.
Auf Philipp Julius geht auch die Anlegung mehrerer Domänen zurück, was sich in deren Namen widerspiegelt, Philippshagen auf der rügischen Halbinsel Mönchgut und Philippshof bei Altentreptow.

## Endnoten
1. ↑  Hans Branig: Geschichte Pommerns – Teil I. Böhlau Verlag, Köln Weimar Wien 1997, ISBN 3-412-07189-7, S. 159 ff.
2. ↑  Archiwum Panstwowe w Szczecinie, AKW, Nr. 473 (früher: Staatsarchiv Stettin, Rep. 5, Tit. 32, Nr. 81, Band 1).
3. ↑  Andrea Voß: Inszenierung eines Gelehrten: Friedrich Gerschows Reisebericht für Philipp Julius von Pommern-Wolgast (1605). In: Andrea Voß: Reisen erzählen. Erzählrhetorik, Intertextualität und Gebrauchsfunktionen des adligen Bildungsreiseberichts in der Frühen Neuzeit. Winter, Heidelberg 2016, S. 168–197.
4. ↑  Monika Schneikart: Die Schicksale des Reisetagebuchs des Herzogs Philipp Julius von Pommern-Wolgast aus dem Jahr 1605. In: Baltische Studien. Band 93 NF (2007), S. 47–56.
5. ↑  Digitale Edition des Reisetagebuchs von 1605.

| Vorgänger    | Amt                                  | Nachfolger    |
| ------------ | ------------------------------------ | ------------- |
| Ernst Ludwig | Herzog von Pommern-Wolgast 1603–1625 | Bogislaw XIV. |

| Personendaten    | Personendaten                                    |
| ---------------- | ------------------------------------------------ |
| NAME             | Philipp Julius                                   |
| ALTERNATIVNAMEN  | Pommern, Philipp Julius von (vollständiger Name) |
| KURZBESCHREIBUNG | Herzog von Pommern-Wolgast                       |
| GEBURTSDATUM     | 27. Dezember 1584                                |
| GEBURTSORT       | Wolgast                                          |
| STERBEDATUM      | 6. Februar 1625                                  |
| STERBEORT        | Wolgast                                          |